# If We Hold on Together
If We Hold on Together (tạm dịch: Nếu chúng ta siết chặt vòng tay) là bài hát nằm trong album The Force Behind the Power của Diana Ross, phát hành năm 1991; đồng thời đây cũng được chọn làm nhạc nền cho bộ phim hoạt hình năm 1988, The Land Before Time.